# Cheltenham Ladies' College
Le Cheltenham Ladies' College est une école privée pour les jeunes femmes, fondée en 1853 à Cheltenham dans le Gloucestershire en Angleterre.
Elle est dirigée à partir de 1858 par Dorothea Beale, pédagogue féministe et suffragiste, et fondatrice ultérieurement du St Hilda's College d'Oxford.
Eve Jardine-Young est principale de l'établissement depuis 2010.

## Anciennes élèves connues
- Louisa Aldrich-Blake (1865-1925), chirurgienne
- Mary Archer (née 1944), scientifique
- Enid Balint (1903-), travailleuse sociale et psychanalyste
- Rosie Boycott (née 1951), journaliste
- Katharine Burdekin (1896–1963), romancière
- Florence Farr (1860–1917), actrice-administratrice
- Cheryl Gillan (née 1952), politique et ministre
- Helen Gwynne-Vaughan (1879-1967), botaniste britannique
- Katharine Hamnett (née 1947), dessinatrice de mode
- Beatrice Harraden (1864–1936), écrivaine
- Jane Ellen Harrison (1850–1928), érudite et linguiste
- Lisa Jardine (1944–2015), historienne
- Margaret Kennedy (1896–1967), romancière
- Fiona Mactaggart (née 1953), députée travailliste
- Leyly Matine-Daftary (en) (1937–2007), artiste peintre
- Amy Nimr (1898-1974], artiste-peintre égyptienne
- Kate Reardon (née 1968), journaliste
- Bridget Riley (née 1931), artiste peintre
- Talulah Riley (née 1985), actrice
- Amber Rudd (née 1963), politique et ministre
- Mary Russell, duchesse de Bedford (1865–1937)
- Kristin Scott Thomas (née 1960), actrice
- Raja Zarith Sofia (en) (née 1959), reine de Johor